# XI Giochi olimpici invernali
Gli XI Giochi olimpici invernali (in giapponese: 第11回オリンピック冬季競技大会, Dai Jūichi-kai Orinpikku Tōkikyōgi Taikai), noti anche come Sapporo '72, si sono svolti a Sapporo (Giappone) dal 3 al 13 febbraio 1972.
Sapporo diventa la prima città al di fuori di Europa e Nord America ad ospitare un'edizione dei Giochi olimpici invernali, la terza in assoluto dopo Melbourne (Giochi della XVI Olimpiade) e Tokyo (Giochi della XVIII Olimpiade).

## Assegnazione
I Giochi furono assegnati ufficialmente durante la 64ª Sessione del CIO di Roma del 26 aprile 1966. Sapporo aveva precedentemente ottenuto la possibilità di organizzare i Giochi olimpici invernali 1940, ma il Giappone rinunciò in seguito allo scoppiare della Seconda guerra sino-giapponese e quell'edizione dei Giochi venne annullata. Per l'organizzazione degli XI Giochi olimpici invernali la città giapponese aveva come avversari la finlandese Lahti, la capitale dello Utah Salt Lake City e la piccola città canadese di Banff, nell'Alberta.
Di seguito i risultati delle candidature delle Olimpiadi di Sapporo 1972:
| Città          | Paese       | 1º giro |
| -------------- | ----------- | ------- |
| Sapporo        | Giappone    | 32      |
| Banff          | Canada      | 16      |
| Lahti          | Finlandia   | 7       |
| Salt Lake City | Stati Uniti | 7       |

## Sviluppo e preparazione

### Sedi di gara
- Impianti cittadini
  - Makomanai Park
    - Makomanai Speed Skating Rink – cerimonia d'apertura, pattinaggio di velocità
    - Makomanai Indoor Skating Rink – hockey su ghiaccio, pattinaggio di figura, cerimonia di chiusura
    - Villaggio olimpico
    - Centro stampa

  - Mikaho Indoor Skating Rink – pattinaggio di figura
  - Tsukisamu Indoor Skating Rink – hockey su ghiaccio
  - Makomanai Cross-Country Events Site – sci di fondo
  - Makomanai Biathlon Site – biathlon
- Impianti di montagna
  - Mount Teine – gare di slalom di sci alpino, bob, slittino
  - Ōkurayama – salto con gli sci, trampolino 90 m
  - Miyanomori – salto con gli sci, trampolino 70m
  - Mount Eniwa – discesa libera

## I Giochi

### Partecipanti
Questa edizione dei Giochi olimpici invernali ha visto la partecipazione di 36 paesi due dei quali, Taiwan e Filippine, all'esordio.
- Argentina
- Australia
- Austria
- Belgio
- Bulgaria
- Canada
- Cecoslovacchia
- Corea del Sud
- Corea del Nord
- Filippine
- Finlandia
- Francia

- Germania Est
- Germania Ovest
- Giappone
- Grecia
- Iran
- Italia
- Jugoslavia
- Libano
- Liechtenstein
- Mongolia
- Norvegia
- Nuova Zelanda

- Paesi Bassi
- Polonia
- Gran Bretagna
- Romania
- Spagna
- Svezia
- Svizzera
- Stati Uniti
- Taiwan
- Ungheria
- Unione Sovietica

### Discipline
Agli XI Giochi olimpici invernali si disputarono 35 eventi relativi a 10 discipline (raggruppate in 6 sport):
| Sport                     | Disciplina              | Maschile | Femminile | Misti | Totali |
| ------------------------- | ----------------------- | -------- | --------- | ----- | ------ |
| Biathlon                  | Biathlon                | 2        |           |       | 2      |
| Bob                       | Bob                     | 2        |           |       | 2      |
| Hockey su ghiaccio        | Hockey su ghiaccio      | 1        |           |       | 1      |
| Pattinaggio su ghiaccio   | Pattinaggio di figura   | 1        | 1         | 1     | 3      |
| Pattinaggio su ghiaccio   | Pattinaggio di velocità | 4        | 4         |       | 8      |
| Sci (incluso sci nordico) | Sci alpino              | 3        | 3         |       | 6      |
| Sci (incluso sci nordico) | Combinata nordica       | 1        |           |       | 1      |
| Sci (incluso sci nordico) | Salto con gli sci       | 2        |           |       | 2      |
| Sci (incluso sci nordico) | Sci di fondo            | 4        | 3         |       | 7      |
| Slittino                  | Slittino                | 1        | 1         | 1     | 3      |
| Totale                    | Totale                  | 20       | 12        | 2     | 35     |

### Calendario degli eventi
Il programma olimpico prevedeva competizioni in 10 discipline:
| ● | Cerimonia d'apertura |  | Competizioni | ● | Gare a medaglia | ● | Cerimonia di chiusura |

| Febbraio                | Gio | Ven | Sab | Dom | Lun | Mar   | Mer | Gio | Ven | Sab | Dom | Totale |
| Febbraio                | 3   | 4   | 5   | 6   | 7   | 8     | 9   | 10  | 11  | 12  | 13  | Totale |
| ----------------------- | --- | --- | --- | --- | --- | ----- | --- | --- | --- | --- | --- | ------ |
| Cerimonie               | ●   |     |     |     |     |       |     |     |     |     | ●   | -      |
| Biathlon                |     |     |     |     |     | [ 2 ] | ●   |     | ●   |     |     | 2      |
| Bob                     |     |     | ●   |     |     |       |     |     |     | ●   |     | 2      |
| Combinata nordica       |     |     | ●   |     |     |       |     |     |     |     |     | 1      |
| Hockey su ghiaccio      |     |     |     |     |     |       |     |     |     |     | ●   | 1      |
| Pattinaggio di figura   |     |     |     |     | ●   | ●     |     |     | ●   |     |     | 3      |
| Pattinaggio di velocità |     | ●   | ●   | ●   | ●   |       | ●   | ●   | ●   | ●   |     | 8      |
| Sci alpino              |     |     | ●   |     | ●   | ●     |     | ●   |     | ●   | ●   | 6      |
| Salto con gli sci       |     |     |     | ●   |     |       |     |     | ●   |     |     | 2      |
| Sci di fondo            |     | ●   |     | ●   | ●   |       | ●   | ●   |     | ●   | ●   | 7      |
| Slittino                |     |     |     |     | ●   |       |     | ●   |     |     |     | 3      |
| Medaglie                | -   | 2   | 4   | 3   | 6   | 2     | 3   | 4   | 4   | 4   | 3   | 35     |

## Risultati

### Medagliere
| Pos.   | Paese            | Oro | Argento | Bronzo | Totale |
| ------ | ---------------- | --- | ------- | ------ | ------ |
| 1      | Unione Sovietica | 8   | 5       | 3      | 16     |
| 2      | Germania Est     | 4   | 3       | 7      | 14     |
| 3      | Svizzera         | 4   | 3       | 3      | 10     |
| 4      | Paesi Bassi      | 4   | 3       | 2      | 9      |
| 5      | Stati Uniti      | 3   | 2       | 3      | 8      |
| 6      | Germania Ovest   | 3   | 1       | 1      | 5      |
| 7      | Norvegia         | 2   | 5       | 5      | 12     |
| 8      | Italia           | 2   | 2       | 1      | 5      |
| 9      | Austria          | 1   | 2       | 2      | 5      |
| 10     | Svezia           | 1   | 1       | 2      | 4      |
| 11     | Giappone         | 1   | 1       | 1      | 3      |
| 12     | Cecoslovacchia   | 1   | 0       | 2      | 3      |
| 13     | Spagna           | 1   | 0       | 0      | 1      |
| 13     | Polonia          | 1   | 0       | 0      | 1      |
| 15     | Finlandia        | 0   | 4       | 1      | 5      |
| 16     | Francia          | 0   | 1       | 2      | 3      |
| 17     | Canada           | 0   | 1       | 0      | 1      |
| Totale | Totale           | 36  | 34      | 35     | 105    |

### Protagonisti
- Galina Kulakova (URSS, sci di fondo): vince tutte e tre le medaglie d'oro nelle gare femminili.
- Ard Schenk (Paesi Bassi, pattinaggio): vince tre medaglie d'oro nel pattinaggio di velocità. In patria è considerato un eroe nazionale, al punto che viene dato il suo nome a un fiore, il Crocus chrysanthus Ard Schenk.
- Francisco Fernández Ochoa (Spagna, sci): vince la medaglia d'oro nello slalom speciale. Si tratta della prima medaglia d'oro della Spagna alle olimpiadi invernali. In patria il suo risultato ha fatto molto clamore.